# Maternité Reine Astrid
La maternité Reine Astrid est un hôpital de style moderniste construit en 1937 à Charleroi (Belgique) par Marcel Leborgne et Raymond Van Hove pour l'Intercommunale d'Œuvres sociales. Elle est considérée comme un des établissements hospitaliers les plus performants à l'époque. Sa destruction en 1988 suscite toujours des regrets.

## Histoire
La maternité est commandée par l'Intercommunale d'Œuvres sociales (IOS) de la région de Charleroi qui regroupe 33 communes et est à l'époque présidée par René de Cooman. Œuvre des architectes Marcel Leborgne et Raymond Van Hove, réalisé dans un esprit nouveau, elle est considérée comme un des établissements hospitaliers les plus performants à l'époque de la construction.
La maternité est construite en un temps record d'à peine huit mois et demi sur l'emplacement de l'ancien cimetière de Charleroi, utilisé jusqu'à la fin du XIXe siècle, dans le récent quartier nord de la Ville-Haute qui s'urbanise après avoir hébergé l'Exposition de Charleroi de 1911. L'inauguration se fait le 23 mai 1937, en présence du roi Léopold III,. 
L'hôpital comprenait 186 lits. 100 à la maternité, 52 à la néonatalogie et 34 à la chirurgie gynécologique. Il a enregistré pendant près d'un demi-siècle, 2 000 des 5 000 naissances annuelles déclarées à Charleroi.
Au début des années 1980, la vétusté des installations et l'inconfort provoquent une perte de clientèle de l'ordre de 40 %. L'investissement nécessaire pour le reconditionnement du bâtiment est trop important à cette époque de restriction budgétaire. Il est donc décidé de procéder à la désaffectation de la maternité, décision rendue publique le 27 février 1985. Il est prévu que les locaux soient aménagés en bureaux pour les services du Centre public d'action sociale. Le bâtiment est cependant démoli en 1988, destruction qui provoque une grande émotion parmi la population et suscite toujours des regrets aujourd'hui.

## Architecture
Le bâtiment s'étendait en trois étages, sur une superficie de 2 000 m2. La longue barre courbe des chambres épousait la courbe du terrain et les services connexes, salles de naissance et administration, étaient greffés au centre. Sauf dans la partie médiane, la disposition des chambres était unilatérale. Les couloirs, placés en façade, jouaient le rôle de régulateur thermique et acoustique.
Construits tout en lignes horizontales, les trois étages présentaient alternativement des bandeaux horizontaux de pierre rose et de baies vitrées, les trumeaux étaient recouverts de grès émaillé bleu. La lumière pénétrait abondamment et contribuait à la convivialité des lieux. Celle-ci était encore renforcée par la décoration intérieure où se côtoyaient des matériaux aux coloris chaleureux : des lavabos en Verropal provenant des verreries des Hamendes à Jumet, de même que les revêtements orangés des colonnes dans les salles de consultation. Ces mêmes salles étaient habillées de carreaux de grès flammé jaune et d'un revêtement de sol en céramique jaune,.

## Personnalités nées à la maternité
- William Dunker, chanteur wallon (15 mars 1959 - 25 juin 2023  )
- Jeff Bodart, chanteur, leader des Gangsters d'Amour (30 septembre 1962 - 20 mai 2008 )
- Dante Brogno, ancien footballeur du Sporting de Charleroi, entraîneur au RFC Liège  (2 mai 1966 - )